# Emotional Arithmetic
Emotional Arithmetic è un film del 2007 diretto da Paolo Barzman.
Il soggetto è tratto dal romanzo del giovane scrittore canadese Matt Cohen. Il film è stato adattato per lo schermo da Jefferson Lewis e prodotto da Robin Cass, Anna Stratton e Suzanne Girard. Le riprese sono iniziate nell'ottobre 2006 in Québec e l'uscita nelle sale cinematografiche è avvenuta alla fine del 2007 a cura della BBR Productions e Triptych Media Inc..

## Trama
Questa pellicola sonda la complicata relazione tra amore e follia e le ombre che il passato getta sul presente di tre amici: Melanie, Jakob e Christopher che hanno condiviso sin da piccoli la schiavitù nel campo di concentramento di Auschwitz, dal quale sono stati liberati nel 1943. I tre si ritrovano per la prima volta quarant'anni dopo, nello scenario di una restaurata fattoria ed è proprio Melanie ad organizzare l'incontro. Melanie, si è sposata con David dal quale ha avuto un figlio e vive cercando di equilibrare i suoi stati emozionali e la sua depressione con uno spirito tagliente, Christopher, evaso dalla realtà e seppellito il suo grande amore per Melanie, è ora un entomologo britannico assalito dai sensi di colpa per essere sopravvissuto al suo passato e Jakob, che era il protettore dei due amici durante la prigionia nel campo, è anche sopravvissuto ad un ospedale psichiatrico sovietico.
Sarà la loro lotta per affrontare il passato e per passare oltre a fare la storia del film.

## Distribuzione
Il film è stato presentato in anteprima alla 32ª edizione del Festival internazionale del film di Toronto il 15 settembre 2007.
Il film è stato inoltre presentato al 27º Atlantic Film Festival ad Halifax, Nuova Scozia, il 17 settembre 2007.
Le uscite Europee del film inoltre sono per la Spagna il 23 settembre 2007 al San Sebastián Film Festival e per la Germania il 7 febbraio 2008 all'European Film Market.